# Франклин (окръг, Арканзас)
Вижте пояснителната страница за други населени места с името Франклин.
Окръг Франклин (на английски: Franklin County) е окръг в щата Арканзас, Съединени американски щати. Площта му е 1606 km², а населението – 18 125 души (2010). Административни центрове са градовете Озарк (северен район) и Чарлстън (южен район).